# Stephen Lang
Stephen Lang (New York, 1952. július 11. –) amerikai film- és színpadi színész, színműíró.
Olyan filmekben játszott szerepekről ismert, mint Az embervadász (1986), a Gettysburg, a Tombstone – A halott város (mindkettő 1993), az Istenek és katonák (2003), a Közellenségek (2009), a Vaksötét (2016) és annak folytatása, a Vaksötét 2. (2021). Tony-díjra jelölték a The Speed of Darkness című 1992-es Broadway-produkcióban nyújtott alakításáért, és elnyerte a legjobb férfi mellékszereplőnek járó Szaturnusz-díjat James Cameron Avatar című filmjében (2009) nyújtott alakításáért. 2004 és 2006 között az Actors Studio társművészeti igazgatója volt.

## Fiatalkora és tanulmányai
Lang New Yorkban született, Theresa Volmar (?–2008) és Eugene Lang (1919–2017), egy neves vállalkozó és filantróp legkisebb gyermekeként. Lang édesanyja katolikus volt, német és ír származású, míg édesapja zsidó. Lang apai nagyszülei magyarországi és oroszországi zsidó emigránsok voltak. Két idősebb testvére van: Jane Lang, aki ügyvéd és aktivista, és David, aki az apjuk által 1952-ben alapított REFAC vállalat vezetője. Lang apja a nettó vagyonának nagy részét (több mint 150 millió dollárt) jótékony célokra adományozta, és nem hagyott örökséget a gyermekeire, mivel úgy vélte, hogy mindannyiuknak meg kell tanulniuk önellátóvá válni.
Lang a Jamaica Estates-be (Queens) járt általános iskolába. Első középiskolája 1966-ig egy New York-i állami iskola volt, a George Ryan Junior High School, a közeli Fresh Meadowsban. Majd egy másik középiskolába járt  Newtownban (Pennsylvania állam), a George School-ba, egy kvéker bentlakásos iskolába, ahol 1969-ben érettségizett. A Swarthmore College-ban 1973-ban diplomázott angol irodalomból.

## Magánélete és kitüntetései
2010. május 30-án Swarthmore tiszteletbeli diplomát nyújtottak neki színházi, televíziós és filmes karrierjének elismeréseként. Legkisebb fia, Noah ugyanezen az ünnepségen kapta meg az alapdiplomáját. A Jacksonville-i Egyetemen díszdoktori címet kapott, 2011-ben pedig a Northeastern Egyetem rezidens művésze volt. 2015 őszén Lang a Woodstocki Filmfesztivál zsűrijének tagja volt.
Kristina Watson a felesége 1980 óta.

## Filmográfia

### Film
| Év   | Cím                                  | Eredeti cím                                 | Szerep                              | Magyar hang      |
| ---- | ------------------------------------ | ------------------------------------------- | ----------------------------------- | ---------------- |
| 1985 | Még egy lehetőség                    | Twice in a Lifetime                         | Keith                               |                  |
| 1986 | Kezesbanda                           | Band of the Hand                            | Joe Tegra                           |                  |
| 1986 | Az embervadász                       | Manhunter                                   | Freddy Lounds                       | Kalocsay Miklós  |
| 1986 | Az embervadász                       | Manhunter                                   | Freddy Lounds                       | Breyer Zoltán    |
| 1987 | X program                            | Project X                                   | Watts                               |                  |
| 1989 | Az utolsó kijárat Brooklyn felé      | Last Exit to Brooklyn                       | Harry Black                         |                  |
| 1991 | Jobb ma egy zsaru, mint holnap kettő | The Hard Way                                | A partizabáló                       | Vass Gábor       |
| 1991 | Folt a zsákját                       | Another You                                 | Dibbs                               | Szolnoki Tibor   |
| 1993 | Bűnben égve                          | Guilty as Sin                               | Phil Garson                         | Rosta Sándor     |
| 1993 | Gettysburg                           | Gettysburg                                  | George E. Pickett vezérőrnagy       | Várkonyi András  |
| 1993 | Tombstone – A halott város           | Tombstone                                   | Ike Clanton                         | Melis Gábor      |
| 1995 | Mesebeli vadnyugat                   | Tall Tale                                   | Jonas Hackett                       | Jakab Csaba      |
| 1995 | Pandakaland Kínában                  | The Amazing Panda Adventure                 | Dr. Michael Tyler                   | Rosta Sándor     |
| 1996 |                                      | Loose Women                                 | Prophet Buddy                       |                  |
| 1996 |                                      | Gang in Blue                                | Moose Tavola                        |                  |
| 1996 | Hirtelen pokol                       | An Occasional Hell                          | Alex Laughton                       | R. Kárpáti Péter |
| 1997 | Árnyék-összeesküvés                  | Shadow Conspiracy                           | Az ügynök                           |                  |
| 1997 |                                      | Niagara, Niagara                            | Claude                              |                  |
| 1997 | Tűz a mélyben                        | Fire Down Below                             | Earl Kellogg                        | Kőszegi Ákos     |
| 1999 |                                      | The Story of a Bad Boy                      | Spygo                               |                  |
| 2000 | Trixie                               | Trixie                                      | Jacob Slotnick                      |                  |
| 2001 |                                      | The Proposal                                | Simon Bacig                         |                  |
| 2002 | D-Tox                                | D-Tox                                       | Jack Bennett                        | Damu Roland      |
| 2002 |                                      | The Making of Tombstone                     | Önmaga / Ike Clanton                |                  |
| 2003 | Belső útvesztő                       | The I Inside                                | Mr. Travitt                         | Várkonyi András  |
| 2003 | Rémület a fedélzeten                 | Code 11-14                                  | Justin Shaw                         | Ujréti László    |
| 2003 | Istenek és katonák                   | Gods and Generals                           | Thomas "Stonewall" Jackson          |                  |
| 2003 |                                      | Gods and Generals: Journey to the Past      | önmaga / Thomas "Stonewall" Jackson |                  |
| 2006 | Szeretni jobb                        | The Treatment                               | Galgano edző                        |                  |
| 2006 |                                      | We Fight to Be Free                         | James Craik                         |                  |
| 2007 |                                      | Save Me                                     | Ted                                 |                  |
| 2008 |                                      | From Mexico with Love                       | Nagy Al Stevens                     |                  |
| 2009 | Közellenségek                        | Public Enemies                              | Charles Winstead                    | Beratin Gábor    |
| 2009 | Kecskebűvölők                        | The Men Who Stare at Goats                  | Hopgood tábornok                    | Barbinek Péter   |
| 2009 | Avatar                               | Avatar                                      | Miles Quaritch ezredes              | Kőszegi Ákos     |
| 2010 |                                      | Christina                                   | Edgar Reinhardt felügyelő           |                  |
| 2010 |                                      | False Creek Stories                         | Narrátor                            |                  |
| 2010 |                                      | White Irish Drinkers                        | Patrick Leary                       |                  |
| 2011 | Conan, a barbár                      | Conan the Barbarian                         | Khalar Zym                          | Borbiczki Ferenc |
| 2011 |                                      | Someday This Pain Will Be Useful to You     | Barry Rogers                        |                  |
| 2013 |                                      | Officer Down                                | Jake LaRussa hadnagy                |                  |
| 2013 |                                      | Pawn                                        | Charlie                             |                  |
| 2013 |                                      | The Gettysburg Story (dokumentumfilm)       | önmaga / Narrátor                   |                  |
| 2013 | Halálos mélység                      | Pioneer                                     | John Ferris                         |                  |
| 2013 |                                      | The Monkey's Paw                            | Tony Cobb                           |                  |
| 2013 |                                      | The Girl on the Train                       | Lloyd Martin nyomozó                |                  |
| 2014 | A mogyoró-meló                       | The Nut Job                                 | Király (hangja)                     | Schneider Zoltán |
| 2014 | Kontroll nélkül                      | In the Blood                                | Casey                               | Rosta Sándor     |
| 2014 | Bőrnyakúak 2. – Tűzvonal             | Jarhead 2: Field of Fire                    | James Gavins őrnagy                 | Rosta Sándor     |
| 2014 | Egy jó házasság                      | A Good Marriage                             | Holt Ramsey                         | Rosta Sándor     |
| 2014 | Gyilkos tét                          | Gutshot Straight                            | Duffy                               |                  |
| 2014 |                                      | 23 Blast                                    | Farris edző                         |                  |
| 2015 |                                      | Exeter                                      | Conway atya                         |                  |
| 2015 |                                      | Band of Robbers                             | Injun Joe                           |                  |
| 2015 |                                      | Gridlocked                                  | Korver                              |                  |
| 2015 |                                      | Beyond Glory: Tour of Duty (dokumentumfilm) | önmaga                              |                  |
| 2015 |                                      | Isolation                                   | William                             |                  |
| 2016 | Vaksötét                             | Don't Breathe                               | Norman Nordstrom / Vak ember        | Kőszegi Ákos     |
| 2016 |                                      | Beyond Valkyrie: Dawn of the 4th Reich      | Emil F. Reinhardt vezérőrnagy       |                  |
| 2017 | Ellenségek                           | Hostiles                                    | Abraham Biggs ezredes               | Bognár Zsolt     |
| 2017 |                                      | Justice                                     | Pierce polgármester                 |                  |
| 2018 | Braven                               | Braven                                      | Linden Braven                       | Kőszegi Ákos     |
| 2018 | Ragadozó városok                     | Mortal Engines                              | Sikoly / Shrike                     | Sarádi Zsolt     |
| 2018 |                                      | The Gandhi Murder                           | Sunil Raina                         |                  |
| 2019 | Veteránkocsma                        | VFW                                         | Fred Parras                         | Kőszegi Ákos     |
| 2019 | Zsivány kommandó                     | Rogue Warfare                               | Elnök                               | Kőszegi Ákos     |
| 2019 | Zsivány kommandó – A vadászat        | Rogue Warfare 2: The Hunt                   | Elnök                               | Kőszegi Ákos     |
| 2020 | Zsivány kommandó – Egy nemzet halála | Rogue Warfare: Death of a Nation            | Elnök                               | Kőszegi Ákos     |
| 2020 |                                      | Death in Texas                              | John                                |                  |
| 2021 | A hetedik nap                        | The Seventh Day                             | Érsek                               | Gáspár Sándor    |
| 2021 | Vaksötét 2.                          | Don't Breathe 2                             | Norman Nordstrom / Vak ember        | Kőszegi Ákos     |
| 2022 | Az elveszett város                   | The Lost City                               | Gonosz a fantáziában                | Csuha Lajos      |
| 2022 |                                      | Mid-Century                                 | Frederick Banner                    |                  |
| 2022 |                                      | Old Man                                     | öregember                           |                  |
| 2022 | Független jelölt                     | The Independent                             | Gordon White                        | Rosta Sándor     |
| 2022 |                                      | My Love Affair With Marriage                | Jonas                               |                  |
| 2022 | Avatar: A víz útja                   | Avatar 2                                    | Miles Quaritch ezredes              | Kőszegi Ákos     |
| 2023 | K9: A fenevad                        | Muzzle                                      | Leland                              | Rosta Sándor     |
| 2024 | Avatar 3.                            | Avatar 3                                    | Miles Quaritch ezredes              |                  |

### Televízió
| Év        | Magyar cím                               | Eredeti cím                                      | Szerep                      | Megjegyzések                                  |
| --------- | ---------------------------------------- | ------------------------------------------------ | --------------------------- | --------------------------------------------- |
| 1985      | Az ügynök halála                         | Death of a Salesman                              | Harold 'Happy' Loman        | - tévéfilm - magyar hangja: - Felföldi László |
| 1986–1988 |                                          | Crime Story                                      | David Abrams ügyvéd         | 26 epizód                                     |
| 1989      |                                          | The Equalizer                                    | Joseph Morrison             | 1 epizód                                      |
| 1991      |                                          | Babe Ruth                                        | Babe Ruth                   | tévéfilm                                      |
| 1992      |                                          | Taking Back My Life: The Nancy Ziegenmeyer Story | Steven Ziegenmeyer          | tévéfilm                                      |
| 1993      |                                          | Darkness Before Dawn                             | Guy Grand                   | tévéfilm                                      |
| 1994      |                                          | Baseball                                         | több szereplő hangja        | dokumentum-minisorozat                        |
| 1996      |                                          | The West                                         | több szereplő hangja        | dokumentum-minisorozat                        |
| 1997      | Végtelen határok                         | The Outer Limits                                 | Dr. James Houghton          | 1 epizód                                      |
| 1997      |                                          | Liberty! The American Revolution                 | George Washington (hangja)  | minisorozat (6 epizód)                        |
| 1998      | Menekülés Szaúd-Arábiából                | Escape: Human Cargo                              | Dennis McNatt               | - tévéfilm - magyar hangja: - Csuja Imre      |
| 2000      | Nehéz a választás                        | Running Mates                                    | Ron Noble                   | tévéfilm                                      |
| 2000–2001 | A szökevény                              | The Fugitive                                     | Ben Charnquist              | 5 epizód                                      |
| 2001      | Vihar után                               | After the Storm                                  | Jim törzsőrmester           | tévéfilm                                      |
| 2002      | Ed                                       | Ed                                               | Jack Foster                 | 1 epizód                                      |
| 2003      | Esküdt ellenségek: Különleges ügyosztály | Law & Order: Special Victims Unit                | Michael Baxter              | 1 epizód                                      |
| 2005      |                                          | Jonny Zero                                       | Tanner rendőr               | 1 epizód                                      |
| 2005      | Esküdt ellenségek                        | Law & Order                                      | Terry Dorn                  | 1 epizód                                      |
| 2007      |                                          | The Bronx Is Burning                             | Dowd felügyelő              | 3 epizód                                      |
| 2008      |                                          | Medal of Honor                                   | narrátor                    | dokumentumfilm                                |
| 2009      | Esküdt ellenségek: Bűnös szándék         | Law & Order: Criminal Intent                     | Axel Kaspers                | 1 epizód                                      |
| 2009      | Psych – Dilis detektívek                 | Psych                                            | Mr. Salamatchia             | 1 epizód                                      |
| 2011      | Terra Nova – Az új világ                 | Terra Nova                                       | Nathaniel Taylor parancsnok | főszereplő (13 epizód)                        |
| 2012      | Célkeresztben                            | In Plain Sight                                   | James Wiley Shannon         | 3 epizód                                      |
| 2014–2015 | Salem                                    | Salem                                            | Increase Mather             | 10 epizód                                     |
| 2015      |                                          | To Appomattox                                    | John Brown                  | 1 epizód                                      |
| 2015–2019 |                                          | Into the Badlands                                | Waldo                       | 10 epizód                                     |
| 2016–2017 | Piszkos zsaruk                           | Shades of Blue                                   | Terrence Linklater          | 3 epizód                                      |
| 2018      |                                          | Uncharted Live Action Fan Film                   | Victor "Sully" Sullivan     | webes rajongói rövidfilm                      |
| 2019      | Az újonc                                 | The Rookie                                       | Chief Williams              | 1 epizód                                      |
| 2021      | Diane védelmében                         | The Good Fight                                   | David Cord                  | 7 epizód                                      |

### Videójátékok
| Év   | Cím                              | Szerep                 |
| ---- | -------------------------------- | ---------------------- |
| 2009 | James Cameron's Avatar: The Game | Miles Quaritch ezredes |
| 2013 | Call of Duty: Ghosts             | Elias Walker           |

## Fordítás
- Ez a szócikk részben vagy egészben  a   Stephen_Lang (actor) című angol Wikipédia-szócikk fordításán alapul.  Az eredeti cikk szerkesztőit annak laptörténete sorolja fel. Ez a jelzés csupán a megfogalmazás eredetét és a szerzői jogokat jelzi, nem szolgál a cikkben szereplő információk forrásmegjelöléseként.